# Wim Verlinde
Wim Verlinde (Kortrijk, 10 december 1974 – 18 juni 2023) was een Belgisch bestuurder.

## Biografie
Verlinde studeerde sociaal-cultureel werk aan het het IPSOC te Kortrijk.
In 1995 ging Verlinde aan de slag bij de Kristelijke Werknemersbeweging (KWB) als educatief medewerker, later werd hij secretaris van deze organisatie voor de provincie West-Vlaanderen. In 2007 werd hij stafmedewerker bij het Algemeen Christelijk Werknemersverbond (ACW) regio Midden- en Zuid-West-Vlaanderen. Op 21 maart 2015 werd hij aangesteld als kwb-voorzitter en bleef aan tot 2021.
In Wevelgem was hij in 2012 kandidaat voor de CD&V bij de gemeenteraadsverkiezingen. Hij werd niet verkozen, maar werd begin 2013 OCMW-raadslid.